# Jan Palach
Jan Palach (sinh ngày 11 tháng 8 năm 1948 – 19 tháng 1 năm 1969; phát âm tiếng Séc: [ˈjan ˈpalax]) là sinh viên người Séc đã tự thiêu như một hành động phản kháng chính trị.
Tháng 8 năm 1968, quân đội Liên Xô đã tràn sang xâm chiếm Tiệp Khắc để phá nát những cải cách theo hướng tự do hóa của chính phủ Alexander Dubček trong thời kỳ gọi là Mùa xuân Praha. Một nhóm sinh viên Tiệp Khắc, trong đó có Jan Palach đã tình nguyện tự sát, tự hy sinh tính mạng để phản đối cuộc xâm lăng nói trên. Jan Palach là người đầu tiên tự thiêu ở Quảng trường Wencesla ngày 16 tháng 1 năm 1969.

## Tiểu sử
Jan Palch sinh ngày 11 tháng 8 năm 1948 tại Praha, Tiệp Khắc, ông là con thứ hai trong 2 người con của Josef Palach là bố và mẹ là Libuse Palach, người con cả là Jiri, hơn Jan 7 tuổi. Cha mẹ ông theo đạo Tin Lành, có một tiệm buôn bán kẹo bánh, nhưng khi cộng sản nắm chính quyền năm 1948 thì tiệm bánh kẹo này bị quốc hữu hóa. Cha ông vào làm việc trong một nhà máy, còn mẹ ông làm việc trong một tiệm bán hàng.
Jan Palach lớn lên và học tiểu học ở Všetaty. Khi Jan lên 13 tuổi thì cha ông mất, mẹ ông vất vả nuôi 2 người con với sự trợ giúp của cha bà.
Năm 1963, Palach thi đậu vào trường trung học cấp II ở Mělník. Sau khi tốt nghiệp trung học, ông thi đậu vào Phân khoa Triết học của Đại học Karl tại Praha (tiếng Séc: Univerzita Karlova v Praze), nhưng do quá đông thí sinh nên ông không được thâu nhận. Ông phải chuyển sang học trường Đại học Kinh tế tại Praha (tiếng Séc: Vysoká škola ekonomická v Praze) và học xong 4 học kỳ. Mùa thu năm 1968, ông được phép chuyển sang Phân khoa Kinh tế chính trị và Lịch sử của Đại học Karl tại Praha. Tại đây ông tích cực tham gia các cuộc đình công phản đối việc Liên Xô chiếm đóng Tiệp Khắc trong tháng 11 năm 1968.

## Tự thiêu
Ngày 16 tháng 1 năm 1969, ông đi chuyến xe lửa buổi sáng tới Praha. Ông viết một bức thư tuyệt mệnh trong phòng ngủ tập thể của trường (để trong vali), cùng 3 bức thư khác: một cho Hội liên hiệp Nhà văn, một cho Lubos Holecek - một người hoạt động trong phong trào sinh viên và một cho Ladislav Zizka, một bạn học ở Đại học Kinh tế tại Praha.
Khoảng 4 giờ chiều, ông đứng ở bậc thềm của Nhà bảo tàng quốc gia tại Quảng trường Wenceslas, tưới dầu lên người và châm lửa đốt, rồi chạy qua ngã tư về phía một cửa hàng bách hóa, nhưng ngã xuống trên đường. Một công nhân đã cởi áo khoác của mình đắp lên người ông, ông vẫn còn tỉnh táo.

## Qua đời
Xe cứu thương chở ông tới khoa bỏng ở đường Legerova. Ông bị bỏng 85% toàn thân, phần lớn là cấp ba. Ông sống sót 3 ngày, rồi từ trần ngày 19 tháng 1 năm 1969. Theo Jaroslava Moserová, một chuyên gia điều trị bỏng, người đầu tiên chăm sóc cho Palach ở bệnh viện của đại học Karl, thì ý định tự thiêu của Palach không chỉ nhằm phản đối việc chiếm đóng của quân đội Liên Xô, mà còn nhằm phản đối "sự nản chí, buông xuôi" của nhân dân Tiệp Khắc do việc chiếm đóng của Liên Xô gây ra.
| “ | "Việc tự thiêu này không chỉ nhắm vào sự chống đối cuộc xâm lăng của Liên Xô, mà còn nhằm phản đối sự nản chí buông xuôi đang lan rộng, khi mà người dân không chỉ từ bỏ chống đối mà còn buông xuôi chịu thua. Và anh ta muốn ngăn chặn sự nản chí buông xuôi đó. Tôi nghĩ rằng người dân trên đường phố - nhiều người dân trên đường phố - im lặng, đôi mắt buồn thiu, nét mặt nghiêm trọng, điều mà khi anh nhìn vào những người này thì anh biết là mọi người đều hiểu, mọi người lương thiện đều sắp sửa thỏa hiệp". | ” |

Hầu hết những sinh viên khác đã không góp phần vào việc tự sát, sau khi lời cầu xin của Palach trên giường chờ chết về mức độ đau đớn, được quảng cáo rầm rộ.

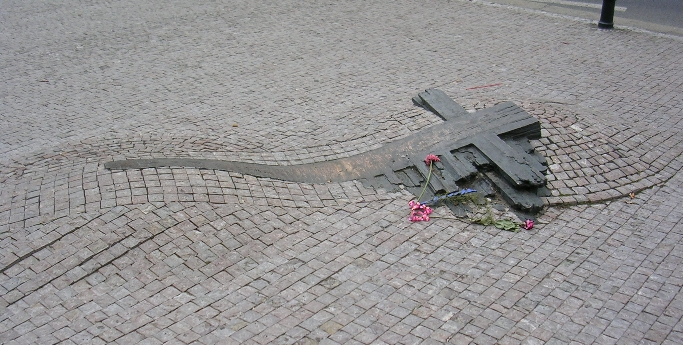
Nơi tưởng niệm Jan Palach và Jan Zajíc ở trước Nhà bảo tàng quốc gia

Từ nơi Palach tự thiêu, chỉ cần đi bộ một quãng là tới khu các tượng ở Quảng trường thành cổ của Praha, nơi vinh dông nhà tư tưởng là biểu tượng tôn giáo người Čechy Jan Hus, người bị trói vào cọc rồi thiêu sống vì đức tin của mình trong năm 1415. Ông đã được ca tụng như một vị ông hùng dân tộc từ nhiều thế kỷ tới nay. Một số nhà bình luận đã so sánh việc tự thiêu của Palach với việc hỏa thiêu Jan Hus.

## Đám tang
Tang lễ của Jan Palach diễn ra ngày 25 tháng 1 năm 1969 ở Praha, đã biến thành một cuộc biểu tình lớn phản đối việc chiếm đóng của Liên Xô, rồi một tháng sau (ngày 25 tháng 2 năm 1969) một sinh viên khác - Jan Zajíc – cũng tự thiêu ở cùng một chỗ, và tới tháng 4 cùng năm, một người khác - Evžen Plocek – cũng tự thiêu ở Jihlava.

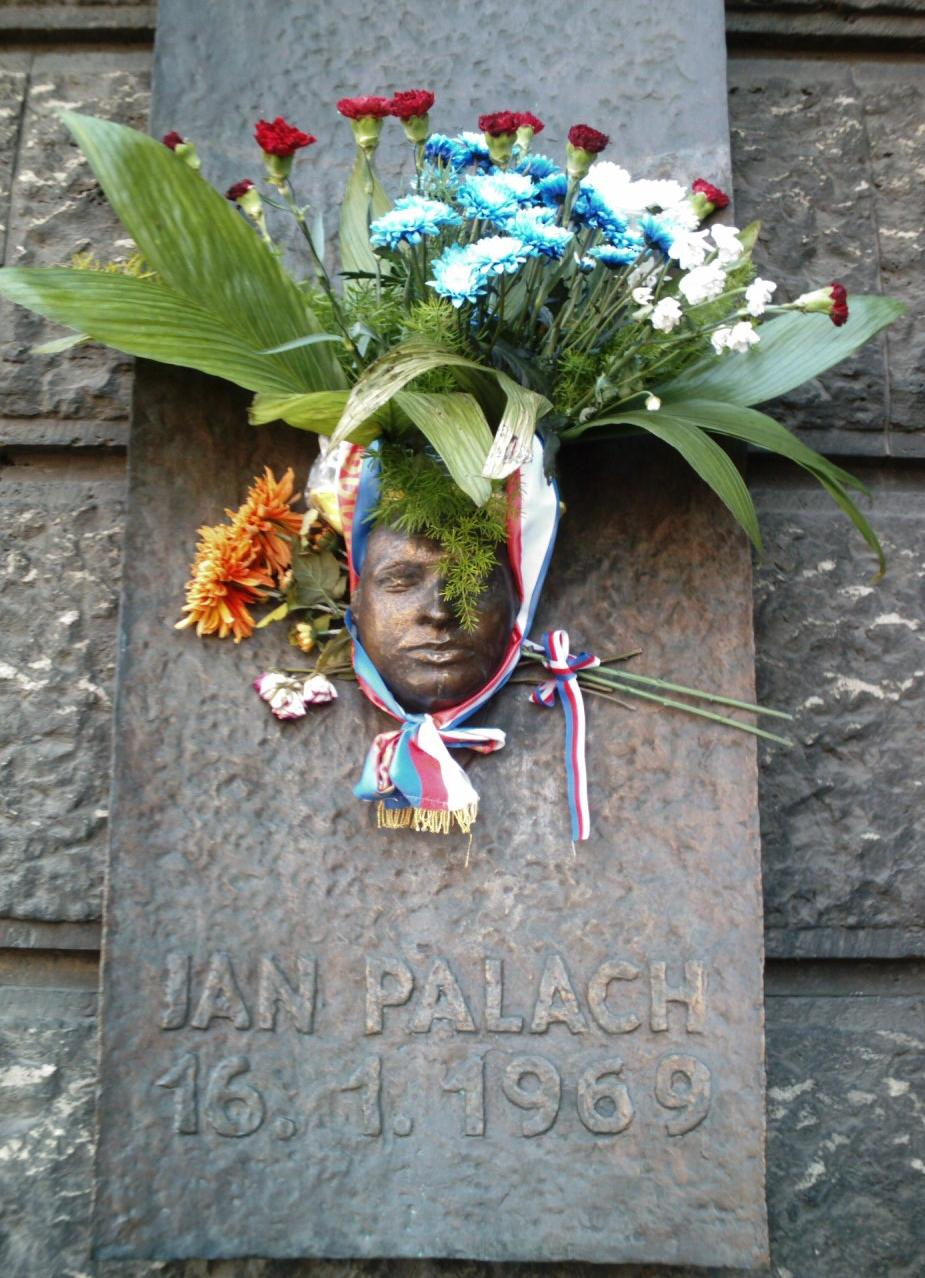
Tấm biển tưởng niệm với mặt nạ lấy theo khuôn mặt tử thi của Jan Palach do Olbram Zoubek thực hiện

Ban đầu, Palach được mai táng ở nghĩa trang Olšany. Do ngôi mộ của ông trở thành nơi linh thiêng quốc gia, nên cơ quan Công an mật vụ Tiệp Khắc (StB) bắt đầu phá mọi ký ức về kỳ công của Palach và khai quật xác ông trong đêm 25 tháng 10 năm 1973, sau đó đem đi thiêu rồi gửi tro hài cốt cho mẹ ông ở thành phố quê hương Všetaty của ông. Bà mẹ của Palach đã không được phép chôn bình tro hài cốt của ông trong nghĩa trang địa phương cho tới năm 1974. Ngày 25 tháng 10 năm 1990, bình tro hài cốt của ông được chính thức đem trở lại nơi nguyên thủy ở Praha.
Trong ngày giỗ thứ 20 của Palach đã có những cuộc biểu tình gọi là "Tuần Palach". Một loạt các cuộc biểu tình ở Praha từ ngày 15 tới ngày 21 tháng 1 năm 1989 bị cảnh sát đàn áp, đánh đập các người biểu tình, sử dụng vòi rồng phun nước, thường bắt bớ người qua đường trong khi xung đột. Tuần Palach được xem là một trong những cuộc biểu tình mang lại chất xúc tác khiến cho chế độ cộng sản tại Tiệp Khắc phải sụp đổ 11 tháng sau đó.
Nhiều cuộc tự thiêu sau này có thể đã bắt chước theo mẫu của Jan Palach. Trong mùa xuân năm 2003, tổng cộng có 6 thông niên người Séc đã tự thiêu đến chết, đáng kể nhất là Zdeněk Adamec, một sinh viên 19 tuổi ở Humpolec đã tự thiêu ngày 6 tháng 3 năm 2003 tại hầu như cùng chỗ với Jan Palach trước Nhà bảo tàng quốc gia ở Praha, để lại một thư tuyệt mệnh nhắc tới Palach cùng những người đã tự sát khác trong vụ Mùa xuân Praha 1969).

## Những nơi tưởng niệm
- Sau cuộc Cách mạng Nhung, người ta đã gắn một thánh giá bằng đồng trên vỉa hè tại nơi mà Palach ngã xuống khi tự thiêu, bên ngoài Nhà bảo tàng quốc gia để tưởng niệm ông cùng với Jan Zajíc.
- Nhà thiên văn học Tiệp Khắc Luboš Kohoutek, người khám phá một tiểu hành tinh mới ngày 22.8.1969, đã đặt tên cho tiểu hành tinh này theo tên ông (tiểu hành tinh 1834 Palach).
- Có nhiều đài tưởng niệm ông ở các thành phố châu Âu, trong đó có một đài tưởng niệm nhỏ bên trong đường hầm trong băng (glacier tunnels) dưới đèo Jungfraujoch[7] ở Thụy Sĩ.
- Trong dịp kỷ niệm 40 năm ngày qua đời của Jan Palach, một bức tượng của nhà điêu khắc András Beck cống hiến cho Palach đã được chở từ Pháp sang Cộng hòa Séc. Tượng này được đặt ở Mělník, thành phố nơi Palach học tập.[8]
- Quảng trường Jan Palach ở trung tâm Praha được đặt theo tên Palach.
- Palachovo náměstí (Quảng trường Palach) ở Brno được đặt theo tên Palach.
- Cũng có nhiều đường phố được đặt theo tên Palach ở các thành phố trên thế giới như ở thành phố Luxembourg (Luxembourg), Angers và Parthenay (Pháp), Kraków (Ba Lan), Assen (Hà Lan), Varna (Bulgaria) và Nantwich (Vương quốc ông).
- Tại Roma (Ý) (cũng như nhiều thành phố khác của Ý), có quảng trường trung tâm đặt theo tên Palach cùng với một bức tượng tưởng niệm.
- Một trạm xe bus ở thành phố Curepipe (Mauritius) đặt theo tên Jan Palach.
- Một sảnh đường sinh viên ở Venezia (Ý) trên đảo Giudecca cũng được đặt tên là Jan Palach.

## Trong văn hóa đại chúng
- Cuốn video nhạc có bài "Club Foot" của ban nhạc Kasabian được hiến tặng Palach.
- Bản nhạc "The Funeral of Jan Palach" (tang lễ Jan Palach) do ban nhạc The Zippo trình diễn và do Phil Kline sáng tác là một bài hiến tặng.
- Palach được đề cập tới trong album độc tấu Euroman Cometh năm 1979 của nhạc sĩ chơi bass guitar Jean-Jacques Burnel thuộc ban nhạc The Stranglers.
- Sau khi xin tỵ nạn chính trị ở Hoa Kỳ, nghệ sĩ Wiktor Szostalo người Ba Lan đã tưởng niệm Jan Palach trong "Performance for Freedom" (Trình diễn vì Tự do) của mình, đã tuyên bố: "Tôi là Jan Palach. Tôi là người Séc, Tôi là người Ba Lan, người Litva, người Việt Nam, người Afghanistan, một người đã phản bội ông. Sau khi tôi đã tự thiêu một ngàn lần, thì có thể chúng ta sẽ thắng".[9]
- Nhạc sĩ sáng tác ca khúc người Ý Francesco Guccini đã viết bài hát "La Primavera di Praga" để hiến tặng Jan Palach, so sánh ông với nhà tư tưởng tôn giáo Jan Hus: "Một lần nữa Jan Hus lại bị thiêu sống".
- Ca sĩ Ba Lan Jacek Kaczmarski đã viết một ca khúc về việc tự sát của Palach, mang tên "Pochodnie" (Ngọn đuốc).
- Nhạc sĩ sáng tác người xứ Wales cư ngụ ở Luxembourg Dafydd Bullock đã được thuê viết bản "Requiem for Jan Palach" (op 182) (Lễ cầu hồn cho Jan Palach) để tưởng niệm lễ giỗ thứ 40 của Palach. Bài này cũng gồm cả những lời đã từng xuất hiện ngắn ngủi trên bức tượng ở Quảng trường Wenceslas sau khi Palach tự thiêu, trước khi bị nhà chức trách xóa đi: "Đừng thờ ơ với ban ngày khi ánh sáng của tương lai được mang tới phía trước bới một thi thể đang bốc cháy".[10]
- Palach cũng được thể hiện trong một vở kịch truyền thông độc thoại mang tên "Torch No 1" (Ngọn đuốc số 1) trên đài BBC Radio 4, do David Pownall soạn, Martin Jenkins đạo diễn, diễn viên Karl Davies đóng vai Palach.[11]
- Năm 1969, nhà làm phim tài liệu người Pháp Raymond Depardon đã đạo diễn một phim tài liệu về Jan Palach.
- Nhạc sĩ viết ca khúc người Na Uy Hans Rotmo đã nêu tên Palach cùng những nhà hoạt động chính trị nổi tiếng khác như Victor Jara và Steve Biko trong ca khúc "Lennon Street" năm 1969 của mình.
- Một chuỗi các bài thơ khám phá ý nghĩa cái chết của Palach gọi là "One Match" (Một trận đấu) do thi sĩ Sheila Hamilton sáng tác đã được xuất bản trong tạp chí thơ ra từng kỳ số 51 ở Dorset, mang tên Tears in the Fence (nhà xuất bản David Caddy) năm 2010.
- Câu lạc bộ nhạc rock lâu đời nhất ở Croatia được đặt tên là Palach. Câu lạc bộ này nằm ở Rijeka từ năm 1969 tới nay.